# Moralspil
Moralspil eller moralitet er en teaterform fra middelalderen af religiøse skuespil med allegoriske rollefigurer. Ordet moralitet stammer fra fransk moralité der igen stammer fra latin moralitas.
Moralspil var versificerede allegoriske dramaer med dyder og laster og andre abstrakte begreber som rolleindehaverne ocm[?sv] religiøs og politisk tendens. Moralspillene forekom mest i Frankrig og England. I Frankrig har man fundet omkring 65 moralspil, i England flere. I Frankrig er moralspil Bien avisé, mal avisé ældst, fra 1439. Det længste moralspil er L'homme pescheur med over 23.000 vers. Genren var mest populær mellem 1400 og 1550.
I England er moralspillet "Spillet om Envar" den mest kendte, og har levet længst i genren. Oliver Cromwell forbød moralspil.
I andre lande findes lignende typer af dramaer, men de udgør ikke en egen genre adskilt fra mysteriespillene, som de står nær. Eksempler på sådanne spil er Lope de Vegas Comedias såsom El viage del alma ("Sjælens rejse").